# Liste altkirchenslawischer Schriftsteller
Liste der wichtigsten Autoren, die in altkirchenslawischer Sprache geschrieben haben. Charakteristisch für sie ist zumeist, dass sie von vielen oder allen slawischen Völkern als Begründer ihrer jeweiligen Literaturen in Anspruch genommen werden.
Kyrill von Saloniki (um 826/27 – 869), geboren in Saloniki
Method von Saloniki (um 815 – 885), geboren in Saloniki
Kliment von Ohrid (spätes 9. Jahrhundert)
Naum (spätes 9. Jahrhundert)
Gorazd von Mähren (spätes 9. Jahrhundert)
Chrabr (um 900)